# Неизбежна отбрана
Неизбежната отбрана е деяние (действие или бездействие), с което се защитават държавни или обществени интереси, личността или правата на отбраняващия се от непосредствено противоправно нападение, чрез причиняване вреди на нападателя в рамките на необходимите предели.
Неизбежната отбрана е обстоятелство, изключващо обществената опасност и противоправността на деянието. Действито или бездействието, извършено при неизбежна отбрана е ненаказуемо. Субект на защитните действия може да бъде не само нападнатият, но и всяко трето лице. Няма особености относно субекта на нападението, стига то да е едновременно непосредствено и противоправно.
Нападението може да се изразява както в действие, така и в бездействие. Не е задължително активно поведение за да има застрашаване на тези групи интереси по смисъла на чл.12 НК.

## Неизбежна отбрана в международното право
В международноправната теория се разграничават няколко категории относно оправдаващите обстоятелства:
- Неизбежна отбрана;
- Крайна необходимост;
- Изпълнение на йерархическа заповед;
- Репресалии;
- Съгласие на жертвата.

Правото на неизбежна отбрана се разглежда в международното право по същия начин и със същите особености, както във вътрешното наказателно право.

## Превишаване пределите на неизбежната
Превишаване пределите на неизбежната отбрана има, когато защитата явно не съответства на характера и опасността на нападението. В тези случаи защитата причинява вреди, които чувствително надхвърлят необходимото за отблъскване на нападението и тяхното предизвикване не е обществено оправдано.

## Мнима неизбежна отбрана
При мнимата неизбежна отбрана става дума за специален случай на фактическа грешка: действащият погрешно счита, че е налице нападение, застрашаващо с непосредствена опасност държавни, обществени или частни интереси.